# Municipio de Kankakee (condado de LaPorte)
El municipio de Kankakee (en inglés: Kankakee Township) es un municipio ubicado en el condado de LaPorte en el estado estadounidense de Indiana. En el año 2010 tenía una población de 4830 habitantes y una densidad poblacional de 60,76 personas por km².

## Geografía
El municipio de Kankakee se encuentra ubicado en las coordenadas 41°38′58″N 86°38′59″O / 41.64944, -86.64972. Según la Oficina del Censo de los Estados Unidos, el municipio tiene una superficie total de 79.5 km², de la cual 79,12 km² corresponden a tierra firme y (0,47 %) 0,37 km² es agua.

## Demografía
Según el censo de 2010, había 4830 personas residiendo en el municipio de Kankakee. La densidad de población era de 60,76 hab./km². De los 4830 habitantes, el municipio de Kankakee estaba compuesto por el 92,8 % blancos, el 1,1 % eran afroamericanos, el 0,06 % eran amerindios, el 0,19 % eran asiáticos, el 4,33 % eran de otras razas y el 1,53 % eran de una mezcla de razas. Del total de la población el 10,58 % eran hispanos o latinos de cualquier raza.